# 城巴5S線
城巴5S線是由城巴營運的一條已停駛的香港島巴士路線，分別由西營盤（正街）開往灣仔（伊利沙伯體育館）及由黃泥涌道（樂活道）開往西營盤（正街），只於平日上午繁忙時間服務。

## 歷史
- 2004年5月31日：本線投入服務，取代城巴5A線及城巴10線的晨早特別班次[1]。
- 2010年8月16日：本線不再服務銅鑼灣一帶，西行班次由銅鑼灣（威非路道）巴士總站縮短至從跑馬地（下）巴士總站開出，東行班次由銅鑼灣（邊寧頓街）縮短至以灣仔（伊利沙伯體育館）為終點站[2]。
- 2010年11月22日：本線的西行班次由跑馬地（下）巴士總站略為延長至從黃泥涌道（樂活道）開出[3]
- 2015年5月10日：取消服務，同日起由城巴1P線取代。

## 服務時間及班次
| 西營盤（正街）開 | 西營盤（正街）開 | 西營盤（正街）開 | 黃泥涌道（樂活道）開 | 黃泥涌道（樂活道）開 | 黃泥涌道（樂活道）開 |
| 日期             | 服務時間         | 班次（分鐘）     | 日期                 | 服務時間             | 班次（分鐘）         |
| ---------------- | ---------------- | ---------------- | -------------------- | -------------------- | -------------------- |
| 星期一至五       | 07:10-08:33      | 6-10             | 星期一至六           | 07:14-08:30          | 8-12                 |
| 星期一至五       | 08:33-09:00      | 12-15            | 星期一至六           | 08:42、08:55         | 08:42、08:55         |
| 星期六           | 07:10-08:33      | 8-10             |                      |                      |                      |
| 星期六           | 08:33-09:00      | 12-15            |                      |                      |                      |

星期日及公眾假期不設服務

## 收費
全程：$3.4
| - 本線設有12歲以下小童及65歲或以上長者半價優惠。 - 65歲或以上香港居民使用「樂悠咭」，以及12歲以下合資格殘疾兒童使用「殘疾人士身份」個人八達通繳付車資，均可享有每程$2.0或半價（以較低者為準）的票價優惠；12至64歲合資格殘疾人士使用「殘疾人士身份」個人八達通（包括「樂悠咭」），以及60至64歲香港居民使用「樂悠咭」繳付車資，均可享有每程$2.0或全費（以較低者為準）的票價優惠。 - 65歲或以上長者如使用長者或一般個人八達通繳付車資，則只可享有半價優惠；12至64歲合資格殘疾人士如不使用「殘疾人士身份」個人八達通，以及60至64歲人士如不使用「樂悠咭」繳付車資，必須繳付全費。 - 乘客可以現金或八達通於上車時付款，不設找續。 - 每位成人乘客可免費攜帶最多兩名4歲以下而不佔座位的兒童乘客乘車，超額之4歲以下小童必須繳付小童車費乘車。 - 九龍巴士、城巴及龍運巴士全職員工及家屬（不包括外判職員）可免費乘搭本路線，惟必須拍職員或職員家屬八達通。 - 乘客亦可使用AlipayHK「易乘碼」、支付寶、WeChatHK／微信支付「搭車碼」、銀聯雲閃付「乘車碼」及BOC Pay「乘車碼」、具有感應式支付功能的VISA、Mastercard及銀聯卡，以及Apple Pay、Google Pay及Samsung Pay流動支付平台繳付車資。使用此支付方式的乘客可享有中途下車之分段收費，以及與其他城巴獨營路線或聯營線城巴班次之轉乘優惠，惟不適用於與非城巴路線之轉乘優惠。乘客亦不能享有「公共交通費用補貼計劃」及「長者及合資格殘疾人士公共交通票價優惠計劃」。 |

### 八達通轉乘優惠
乘客登上本線後指定時間內以同一張八達通卡轉乘以下路線，或從以下路線登車後指定時間內以同一張八達通卡轉乘本線，次程可獲車資折扣優惠：
5S往西營盤 → 5往摩星嶺，次程車資全免，轉乘時限為90分鐘
5S←→1，次程車資全免，轉乘時限為90分鐘
- 5S往灣仔 → 1往跑馬地
- 1往堅尼地城 → 5S往西營盤

5S←→8X，轉乘時限為90分鐘
- 5S往灣仔 → 8X往小西灣，次程可獲$2折扣優惠
- 8X往跑馬地 → 5S往西營盤，次程車資全免

5S←→M47，轉乘時限為90分鐘
- 5S往西營盤 → M47往華富，回贈首程車資
- M47往中環 → 5S往灣仔，次程車資全免

5S←→西隧及機場路線
- 5S任何方向 → 930/930A往荃灣或E11往機場，次程可獲$1.5折扣優惠，轉乘時限為60分鐘
- 930/930A往灣仔 → 5S任何方向，次程可獲$1.5折扣優惠，轉乘時限為90分鐘，祇適用於在九龍或新界登上首程車的乘客
- E11往天站 →  5S任何方向，次程可獲$1.5折扣優惠，轉乘時限為120分鐘，祇適用於在九龍或新界登上首程車的乘客
- 5S任何方向 → 962/962B/962X、967、969/969A/969B往新界，回贈首程車資，轉乘時限為60分鐘
- 962/962A/962B/962P/962S/962X、967、969/969A/969B → 5S任何方向，次程車資全免，轉乘時限為120分鐘，祇適用於在九龍或新界登上首程車的乘客

## 行車路線
西營盤（正街）開經：正街、德輔道西、干諾道西、干諾道中、急庇利街、德輔道中、遮打道、美利道、金鐘道及皇后大道東。
黃泥涌道（樂活道）開經：黃泥涌道、成和道、景光街、山光道、黃泥涌道、皇后大道東、金鐘道、德輔道中、摩利臣街、干諾道中、干諾道西、德輔道西、皇后街、皇后大道西及正街。

### 沿線車站
| 西營盤（正街）開 | 西營盤（正街）開 | 西營盤（正街）開 | 黃泥涌道（樂活道）開 | 黃泥涌道（樂活道）開 | 黃泥涌道（樂活道）開 |        |
| 序號             | 車站名稱         | 位置             | 序號                 | 車站名稱             | 位置                 |        |
| ---------------- | ---------------- | ---------------- | -------------------- | -------------------- | -------------------- | ------ |
| 1                | 西營盤（正街）   | 正街             | 1                    | 樂活道               | 黃泥涌道             |        |
| 2                | 東邊街           | 德輔道西         | 2                    | 雅谷大廈             | 黃泥涌道             |        |
| 3                | 修打蘭街         | 德輔道西         | 3                    | 跑馬地（下）         | 跑馬地（下）巴士總站 |        |
| 4                | 禧利街           | 德輔道中         | 4                    | 景光街               | 景光街               | 景光街 |
| 5                | 恒生銀行總行     | 德輔道中         | 5                    | 養和醫院             | 黃泥涌道             |        |
| 6                | 德忌利士街       | 德輔道中         | 6                    | 跑馬地馬場           | 黃泥涌道             |        |
| 7                | 皇后像廣場         | 遮打道           | 7                    | 麗都酒店             |                      |        |
| 8                | 美利道           | 美利道           | 8                    | 香港華仁書院         |                      |        |
| 9                | 金鐘站           | 金鐘道           | 9                    | 胡忠大廈             |                      |        |
| 10               | 太古廣場三座     | 皇大道東         | 10                   | 聯發街               |                      |        |
| 11               | 聯發街           | 皇大道東         | 11                   | 太古廣場三座         |                      |        |
| 12               | 廈門街           | 皇大道東         | 12                   | 太古廣場             | 金鐘道               |        |
| 13               | 尚翹峰           | 皇大道東         | 13                   | 中銀大廈             | 金鐘道               |        |
| 14               | 聖若瑟小學       | 皇大道東         | 14                   | 置地廣場             | 德輔道中             |        |
| 15               | 伊利沙伯體育館   | 皇大道東         | 15                   | 中環街市             | 德輔道中             |        |
|                  |                  |                  | 16                   | 急庇利街             | 德輔道中             |        |
| 17               | 西港城           |                  |                      |                      |                      |        |
| 18               | 帝華庭           |                  |                      |                      |                      |        |
| 19               | 東邊街           |                  |                      |                      |                      |        |
| 20               | 西營盤（正街）   | 正街             |                      |                      |                      |        |